# Travis Dickerson
Travis Dickerson är en amerikansk musiker och producent, mest känd för sitt arbete med Buckethead och Viggo Mortensen. Han driver också TDRS Music, en inspelnings studio med sitt eget inspelningsmärke som har spelat in och släppt album av Bill Laswell, Jethro Tull, Linda Ronstadt, och Vince DiCola. Dickerson kan höras spela keyboard i många album han spelat in eller producerat.

## Liv och arbete
Travis Dickerson växte upp i Michigan, där hans pappa, Burton Dickerson, var konstlärare vid Central Michigan University. När Travis var tio år gammal bytte hans pappa en målning mot ett gammalt piano som Travis började spela på.
Tillsammans med sina bröder gjorde han mycket tidigt några musikala experiment, första inspelningarna och flyttade senare till Los Angeles där han träffade punkbandet X. I hans nya studio i Chatsworth inspelades en massa av bandets realeses samt några soloprojekt. Sångaren Exene Cervenka presenterade Dickerson för Viggo Mortensen och de blev vänner. Nästan alla av Mortensens album blev efter det inspelade eller distribuerade av TDRS.
År 1994 spelade Dickerson keyboards i County Fair 2000, ett album av Phil Alvin och år 1990 var han med i Shocking Pink Banana Seat av sångerskan och låtskrivaren Susan James. 
Buckethead och Dickerson träffades i San Francisco, och Buckethead gav efter det ut sina album hos TDRS.

## Diskografi
- 1994: County Fair 2000 - Phil Alvin
- 1997: One Less Thing to Worry About - Viggo Mortensen
- 1998: Recent Forgeries - Viggo Mortensen
- 1998: Shocking Pink Banana Seat - Susan James
- 1999: The Other Parade - Viggo Mortensen
- 1999: Tunnel - Death Cube K
- 1999: 13th Scroll - Cobra Strike
- 1999: One Man's Meat - Viggo Mortensen
- 2000: Cobra Strike II - Cobra Strike
- 2001: Thanatopsis - Thanatopsis
- 2001: Somewhere Over the Slaughterhouse - Buckethead
- 2002: Funnel Weaver (album) - Buckethead
- 2003: Axiology - Thanatopsis
- 2003: Pandemoniumfromamerica - Viggo Mortensen
- 2003: The Other Parade - Viggo Mortensen (re-issue)
- 2004: Please Tomorrow - Viggo Mortensen
- 2004: Carry Me Away - Lindy Dickerson
- 2004: Brain Circus - Cornbugs
- 2004: Donkey Town - Cornbugs
- 2004: Population Override - Buckethead
- 2004: This, That, and The Other - Viggo Mortensen
- 2005: Gorgone - Gorgone
- 2005: Intelligence Failure - Viggo Mortensen
- 2006: Anatomize - Thanatopsis
- 2006: Crime Slunk Scene - Buckethead
- 2006: 3 Fools 4 April - Viggo Mortensen
- 2006: Chicken Noodles - Buckethead & Travis Dickerson
- 2007: Chicken Noodles II - Buckethead & Travis Dickerson
- 2007: Time Waits for Everyone - Viggo Mortensen
- 2008: At All - Viggo Mortensen
- 2008: Running After Deer - Alix Lambert & Travis Dickerson
- 2008: The Dragons of Eden - Buckethead, Brain and Travis Dickerson
- 2008: Albino Slug - Buckethead
- 2009: Iconography - Travis Dickerson